# Jean-Joseph Perraud

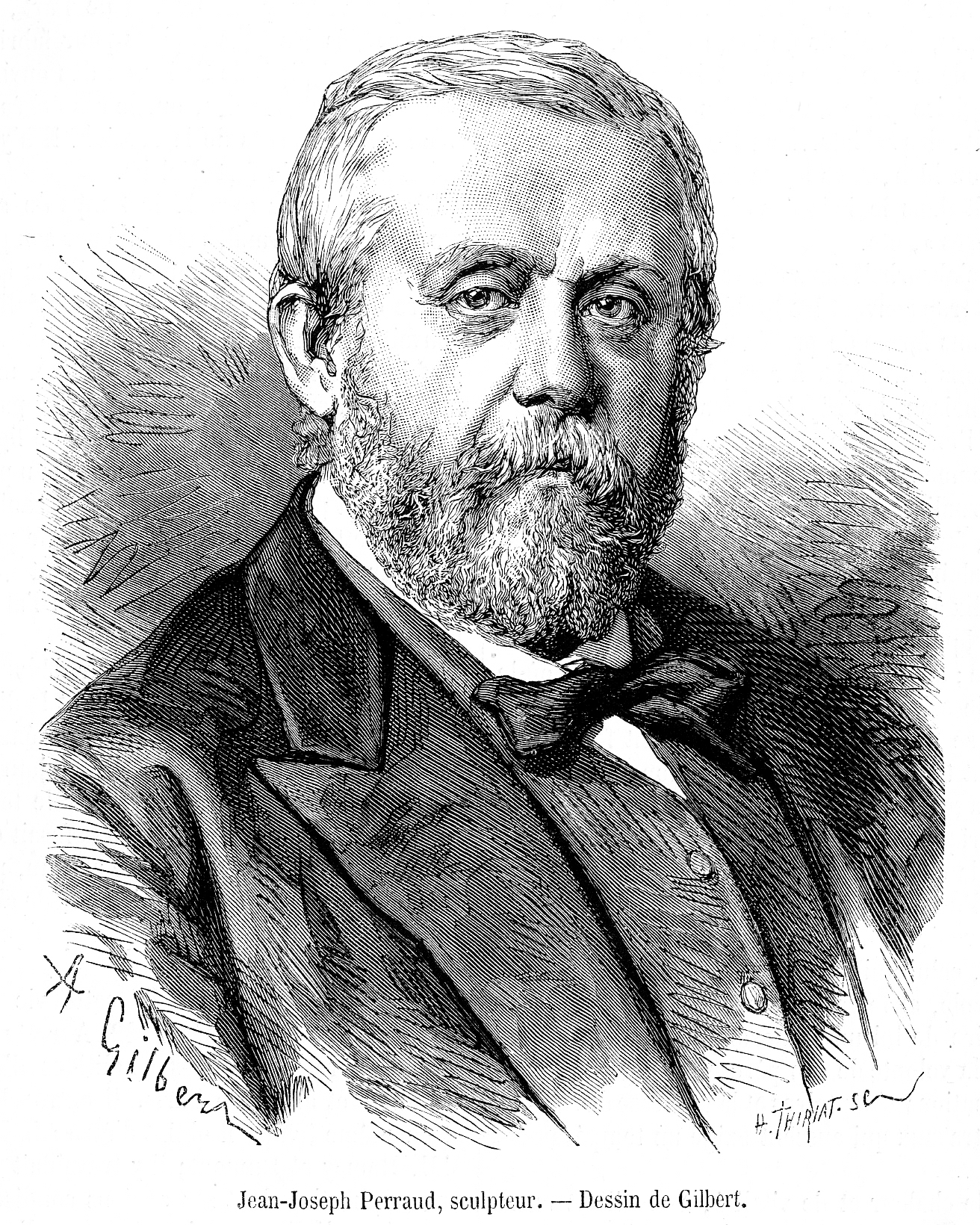
Jean-Joseph Perraud

Jean-Joseph Perraud, född 1819 i Monay, död 1876, var en fransk skulptör.
Perraud studerade för Étienne-Jules Ramey och Auguste Dumont i Paris och erhöll 1847 Rompriset. Perraud har i övervägande klassisk stil utfört bland annat Bacchi barndom (1863, Louvren), Avskedet (relief 1877, undervisningsministeriet i Paris) och fyra dekorativa grupper, däribland Den lyriska operan för L'Opéra Garnier i Paris.